# Verifone
37°22′19.7″ пн. ш. 121°55′32.6″ зх. д. / 37.372139° пн. ш. 121.925722° зх. д.
Verifone — американська транснаціональна корпорація зі штаб-квартирою в Сан-Хосе, штат Каліфорнія, яка забезпечує технологію електронних платіжних операцій та послуги з доданою вартістю в торгових точках.     Verifone продає системи оплати, що обслуговуються споживачами та здійснюють самообслуговування, фінансову, роздрібну, гостинну, нафтову, державну та медичну. Продукти компанії складаються з електронних платіжних пристроїв POS, які використовують власні операційні системи, програмне забезпечення для захисту та шифрування, а також сертифіковане платіжне програмне забезпечення, і розроблені як для споживачів, так і без нагляду.
Їх продукція обробляє цілий ряд видів оплати, включаючи дебетові картки на основі підпису та персонального ідентифікаційного номера (PIN), кредитні картки, безконтактні/ідентифікаційні картки радіочастоти, смарт-картки, подарункові та інші картки із збереженою вартістю, електронний платіж за рахунками, чек авторизація та перетворення, збір підписів та електронний переказ переваг (EBT).
У 2018 році Verifone був придбаний компанією Francisco Partners за 3,4 млрд доларів. Архітектура компанії дозволяє використовувати кілька додатків, включаючи сторонні програми, такі як подарункові картки та програми лояльності, право на медичне страхування, а також відстеження часу та відвідуваності, і дозволяє цим службам бути в одній системі без необхідності сертифікації після додавання нових додатків.

## Огляд
Компанія використовує ім'я та логотип Verifone у всьому світі як основну частину брендингу компанії та її продуктів, і реєструє ці торгові марки у ключових юрисдикціях, де компанія веде бізнес, включаючи США та ЄС. Станом на 31 жовтня 2013 року компанія проводила реєстрацію торгової марки в 22 юрисдикціях (включаючи реєстрацію в ЄС, яка охоплює різні реєстрації на рівні країн, які компанія раніше подавала) для торгової марки „VERIFONE“ та в 32 юрисдикціях (включаючи реєстрацію в ЄС що охоплює різні реєстрації на рівні країн, які компанія раніше подала) на торгову марку "VERIFONE", включаючи логотип стрічки. 3 листопада 2014 року компанія представила новий корпоративний логотип, нову ідентичність бренду, що представляє новий Verifone, який керує майбутнім комерції в швидко динамічному цифровому світі, де електронні платежі, комерція та мобільність зближуються.  Він використовується й досі. З самого початку роботи першим виробником платіжних пристроїв пропозиції продуктів і послуг Verifone значно змінилися. Verifone пропонує експертизу, рішення та технології оплати та послуги, які додають цінності  точці за допомогою торгових, споживчих та самообслуговуючих POS-терміналів.
Заснована на Гаваях, США в 1981 році, компанія Verifone зараз працює у більш ніж 150 країнах світу та налічує майже 5000 співробітників у всьому світі. Постійне зростання Verifone відбулося  органічно завдяки відданості інноваціям та стратегічним партнерствам і завдяки розумним придбанням. Основні напрямки діяльності та напрямки зростання компанії включають мобільну комерцію,   безпеку, послуги та світові ринки, що розвиваються.
Як глобальна компанія, Verifone має штаб-квартиру, що представляє кожну з її основних глобальних областей діяльності: Сан-Хосе, Каліфорнія; Лондон, Велика Британія; Сінгапур; Туреччина; і Маямі, штат Флорида. Verifone спеціалізується на підтримці місцевих ринків та потреб безпосередньо в більш ніж 45 країнах.

## Історія
Verifone була заснована Вільям «Білл» Мелтон і включена в Гаваях в 1981 році, назвала себе після свого першого продукту, назва стояло за VERIF ication телефоном та one.
З кінця 1980-х років Verifone утримував понад 60 відсотків ринку США, а протягом 1990-х років компанія захопила більше половини міжнародного ринку таких систем. У 1996 році компанія розмістила (встановила) свою п'ятимільйонну систему. Внутрішні та міжнародні продажі POS-системи продовжують формувати більшість річних продажів Verifone, які досягли  387 млн. доларів. У 1995 р., як очікувалося, становили 500 млн. дол.
Раптовий ріст Інтернету, і особливо Всесвітньої павутини, в середині 1990-х створив попит на безпечні програми для фінансових операцій в Інтернеті. Verifone взяв на себе ініціативу в розробці програм, що відповідають стандартам безпечної електронної транзакції (SET), розроблених Visa Inc. та Mastercard . Після придбання Enterprise Integration Technologies у 1995 році 28 мільйонів доларів компанія, яка розробила протокол передачі захищеного гіпертексту (S-HTTP), і інвестиція в акціонерний капітал у CyberCash, Inc. на суму 4 мільйони доларів, очолювана засновником Verifone Вільямом Мелтоном, та у 1996 році угоди про партнерство з лідерами інтернет-браузерів Netscape, Oracle Corporation та Microsoft, Verifone випустили набір програмних продуктів, орієнтованих на споживачів, торговців та фінансові установи, що дозволяють здійснювати безпечні покупки та інші транзакції в Інтернеті. Очікується, що покупки через Інтернет, які в 1995 р. все ще принесли лише 10 млн. дол., досягнуть мільярдів на рубежі століть. Verifone також працює над передачею смарт-картки в Інтернеті; у 1996 році компанія представила персональний банкомат (P-ATM), невеликий зчитувач смарт-карток, призначений для підключення до домашнього комп'ютера споживача, що дозволить споживачеві не тільки робити покупки через Інтернет, але й "поповнювати рахунок" значення на картці. Verifone також співпрацює з Key Tronic для включення інтерфейсу P-ATM безпосередньо в комп'ютерні клавіатури цієї компанії.

### 1980-ті: Вступ і швидке зростання
На початку 1980-х найбільші компанії, що займаються кредитними картками, почали шукати методи зменшення витрат на обробку та втрат через шахрайство. У 1981 році Visa та Mastercard почали пропонувати торговцям знижки на їхні транзакції, якщо вони погодились використовувати нещодавно розроблену технологію автоматизованих транзакцій для всіх покупок на кредитних картках на суму понад 50 доларів. Цей крок відкрив шлях для створення галузі, що займається виробництвом систем авторизації POS. Ранні системи, як правило, мали початкові ціни 900 доларів.
Verifone представив свій перший POS-продукт у 1982 році. Завдяки зменшенню виробничих та експлуатаційних витрат за рахунок аутсорсингу виробництва, Verifone випустив свою першу систему на ринок за 500 доларів. Працюючи з Visa, Verifone захопила велику частку POS-ринку. У 1984 році компанія представила систему авторизації кредитних карток ZON за ціною 125 доларів. Він скористався покращенням швидкості процесора та зниженням вартості як процесорів, так і пам'яті. Наступного року компанія Verifone перенесла свою штаб-квартиру до міста Редвуд-Сіті, за межами Сан-Франциско. Доходи компанії зросли до 15,3 млн. дол. США, отримавши чистий прибуток у розмірі 864 000 дол. США.
У 1986 році компанія подвоїла доходи - приблизно до 30 мільйонів доларів. До січня 1988 року Verifone контролював більше 53 відсотків ринку POS-систем. Доходи досягли 73,4 млн. дол. США, чистий прибуток - понад 6 млн. дол. Наступного року компанія збільшила своє домінування в цій галузі шляхом придбання бізнесу з автоматизації транзакцій Icot Corp., який тоді був другим на ринку з 20,5-відсотковою часткою.  Придбання збільшило дохід Verifone до 125 мільйонів доларів. На той час Verifone вийшов на міжнародний ринок, починаючи з Австралії в 1988 році і розміщуючи свою мільйонну систему ZON у Фінляндії в 1989 році.

### 1990-ті: експансія на нові ринки
Verifone вийшов на біржу в березні 1990 року, зібравши понад 54 мільйони доларів. По мірі розвитку індустрії кредитних карток Verifone наполягав на встановленні своїх систем на нових ринках, таких як ресторани, кінотеатри та таксі,  , одночасно розвиваючи потенціал програмного забезпечення для впровадження своїх систем у сферу охорони здоров’я, ринків медичного страхування та державних функцій. Міжнародні продажі також почали наростати, оскільки використання кредитних карток стало дедалі популярнішим на зовнішніх ринках. VeriFone також будував свою глобальну діяльність, відкриваючи потужності в Бангалорі, Сінгапурі, Англії, Далласі та Форт-Лодердейл, крім Гавайських островів та Каліфорнії. Розгорнувши лінійку систем транзакцій Gemstone, яка додала контроль запасів, ціноутворення та інші можливості, Verifone допомогло повідомлення від Visa та MasterCard про те, що компанії більше не будуть надавати друковані попереджувальні бюлетені, вимагаючи при цьому продавців вимагати авторизації угод для всіх кредитних карток до 1994 року.
Доходи зросли зі 155 млн. доларів у 1990 р., до 226 млн. доларів у 1992 р. Компанія Verifone щойно розмістила свою двомільйонну систему рік тому. До 1993 року системи Verifone діяли в більш ніж 70 країнах, включаючи її тримільйонну систему, в Бразилії, що представляє експансію компанії на ринок Латинської Америки. Міжнародні продажі, які до 1990 року приносили менше 10 відсотків доходів компанії, склали більше 30 відсотків майже 259 мільйонів доларів в рік.
Банки почали випускати дебетові картки в середині 1990-х.  У відповідь компанія Verifone випустила термінали, розроблені з клавіатурами для PIN-кодів. Але коли внутрішній ринок кредитних та дебетових карток наближався до насичення, Verifone змінив основну увагу на виробництво програмних додатків, пропонуючи вертикально інтегровані системні рішення,  включаючи програми для стандартних комп'ютерних операційних систем. У 1994 році компанія також побудувала новий завод поблизу Шанхаю в Китаї для збільшення виробничих потужностей. 
Verifone взяв на себе ініціативу в майбутній революції смарт-карт, об'єднавшись із Gemplus International, французьким виробником карток, і MasterCard International, щоб створити спільне підприємство SmartCash . Щоб наблизити компанію до технологічних розробок у Франції та решті Європи, Verifone відкрив свій науково-дослідний центр у Парижі в 1994 році. Компанія випустила свою смарт-карту в травні 1995 року. Компанія представила свій персональний банкомат, пристрій для читання смарт-карток розміром з долоню, здатний читати різні формати смарт-карток, у вересні 1996 року, а продукт, як очікується, надійде в 1997 році. Серед перших клієнтів, які вже підписали підтримку P-ATM, були American Express, MasterCard International, GTE, Mondex International, Visa International, Wells Fargo Bank та шведський Sparbanken Bank. Кожен контракт вимагали придбання мінімум 100 000 одиниць; загальний ринковий потенціал пристрою оцінювався у понад 100 мільйонів домогосподарств. Крім того, Verifone розпочав розробку пристроїв зчитування смарт-карток, щоб доповнити та врешті-решт замінити свої п’ять мільйонів систем авторизації кредитних та дебетових карток.
У 1995 році Verifone розпочав перший із своїх агресивних кроків, щоб вийти на абсолютно нову сферу - транзакції на основі Інтернету. У травні 1995 року компанія співпрацює з Broadvision Inc., розробником Інтернету, інтерактивного телебачення, комп'ютерної мережі та іншого програмного забезпечення, щоб поєднати програмне забезпечення Віртуального терміналу Verifone - комп'ютерну версію свого стандартного транзакційного терміналу - із пропозиціями BroadVision. вперше висунувши продукцію Verifone за межі торгової стійки. Однак у серпні 1995 року Verifone зробив ще більший крок на арену Інтернет-транзакцій, придбавши Enterprise Integration Technologies за 28 мільйонів доларів, розробника галузевого стандарту S-HTTP для захисту транзакцій через всесвітню павутину. Verifone послідував за цим придбанням, інвестувавши 4 мільйони доларів в останнє підприємство Вільяма Мелтона, CyberCash Inc., яке також працює над розробкою систем транзакцій в Інтернеті.
До 1996 року Verifone був готовий до своєї лінійки продуктів, що стосуються платіжних транзакцій (PTAL), включаючи інтерфейс віртуального терміналу для продавців, що здійснюють продажі зі споживачами; Інтернет-шлюз або vGATE для здійснення операцій між торговцями та фінансовими установами; та інтерфейс Pay Window для споживачів, які роблять покупки в Інтернеті. Після забезпечення угод від Netscape, Oracle та Microsoft щодо включення програмного забезпечення Verifone до своїх Інтернет-браузерів, Verifone та Microsoft оголосили в серпні 1996 року, що віртуальна точка продажу Verifone (vPOS) буде включена до системи торгової системи Microsoft, яка буде випущена до кінця року. Оголошення Verifone про P-ATM, який можна підключити до комп'ютерної периферії, поєднало зусилля компанії щодо смарт-карт та Інтернет-транзакцій.
Hewlett-Packard придбав Verifone за угодою про обмін акцій у розмірі 1,18 млрд. доларів у квітні 1997 р. Через чотири роки Verifone було продано Gores Technology Group у травні 2001 року. У 2002 році Verifone було докапіталізовано GTCR Golder Rauner, LLC. У 2005 році Verifone було зареєстровано як публічну компанію на Нью-Йоркській фондовій біржі (NYSE: PAY).   

### 2000-ні: Придбання
У жовтні 2004 року ізраїльська компанія Lipman Electronics придбала компанію Dione plc на базі Сполученого Королівства, щоб піти поряд зі своїм брендом "NURIT". 1 листопада 2006 року Verifone завершив придбання Lipman  і додав рішення як Dione, так і NURIT  до свого портфоліо за нерозкриту суму.
У вересні 2006 року Verifone придбав деякі підрозділи ірландської компанії з терміналів та платіжних послуг Trintech Group plc - штаб-квартира в Дубліні, офіси в Монтевідео, Ной-Ізенбурзі та Лондоні, серед інших місць, - за готівкову операцію в розмірі 12,1 млн. доларів США (9,4 млн. євро).
Компанія раніше називалася VeriFone Holdings, Inc. і в 2010 році змінила свою назву на VeriFone Systems, Inc. У 2014 році компанія перекваліфікувала себе у Verifone з малою літерою „f”. Сьогодні компанія Verifone розташована в Сан-Хосе, штат Каліфорнія, і має офіси з продажу та збуту по всьому світу. Високе економічне зростання за кордоном, разом із розвитком інфраструктури, підтримка урядів, що прагнуть збільшити податок на додану вартість (“ПДВ”) та збір податку з продажу, а також розширення присутності мереж ІР та бездротового зв'язку призвело до того, що прибуток з-за кордону перевищив дохід, отриманий від внутрішні продажі. Зокрема, його частка на ринку Північної Америки впала з 57,4% загальних доходів у 2006 році до лише 39% або 359,14 млн. доларів загального доходу за 2008 фінансовий рік. З іншого боку, міжнародні операції склали лише 42,5% загального доходу в 2006 році до 61% або 564,46 млн. доларів загального доходу в 2008 році.
У квітні 2018 року компанія Verifone була придбана компанією Francisco Partners за 3,4 млрд. дол.

## Продукти
Verifone, Inc. - міжнародний виробник та дизайнер рішень для електронних платежів. Компанія ділить свій бізнес на два сегменти: системні рішення та послуги. System Solutions складається з операцій, пов’язаних з продажем електронних платіжних продуктів, що дозволяють здійснювати електронні транзакції. Сегмент "Послуги" включає гарантійні та допоміжні послуги. У 2008 фінансовому році сегмент системних рішень Verifone приніс 87,5% загального доходу, що становило 807,46 млн. дол. США, тоді як сегмент послуг - 12,5%, або 114,46 млн. дол. США доходу.
Основні її лінійки включають торгові точки, орієнтовані на споживачів та системи оплати самообслуговування для багатьох галузей, зокрема фінансової, роздрібної, гостинної, нафтової, державної та галузі охорони здоров’я. Вона надає стільникові термінали електронних платежів, які приймають варіанти оплати карткою, мобільним платежем, чіпом та PIN-кодом, а також безконтактно включаючи NFC, а також підтримку кредитних, дебетових картки, картки EBT, EMV та інші транзакції на основі PIN-коду; масив програмних додатків та бібліотек програм; та портативні рішення  що підтримує технології 3G, GPRS, Bluetooth та WiFi.
Компанія також пропонує мультимедійні POS-пристрої, що стоять перед споживачами; автоматичні рішення для самообслуговування та оплати  призначене для здійснення платіжних операцій в середовищі самообслуговування; та інтегровані системи електронних платежів, що поєднують в собі обробку електронних платежів, видачу палива та функції ECR, а також платіжні системи для інтеграції. Крім того, вона пропонує рішення для мобільних платежів  для різних сегментів середовища мобільної точки продажу; безконтактна периферія; рішення мережевого доступу; рішення безпеки; платіж як послуга та інші керовані послуги, управління терміналами, носії з підтримкою платежів та рішення щодо безпеки платіжної системи ; та серверне програмне забезпечення для обробки платежів та проміжне програмне забезпечення. Крім того, компанія пропонує ремонт або технічне обслуговування обладнання, обробку шлюзів, віддалене управління терміналами, підтримку програмного забезпечення після укладення контракту, розробку спеціальних додатків, службу підтримки, обслуговування клієнтів, зберігання та шифрування  або послуги токенізації .

### Стільники та PIN-пади

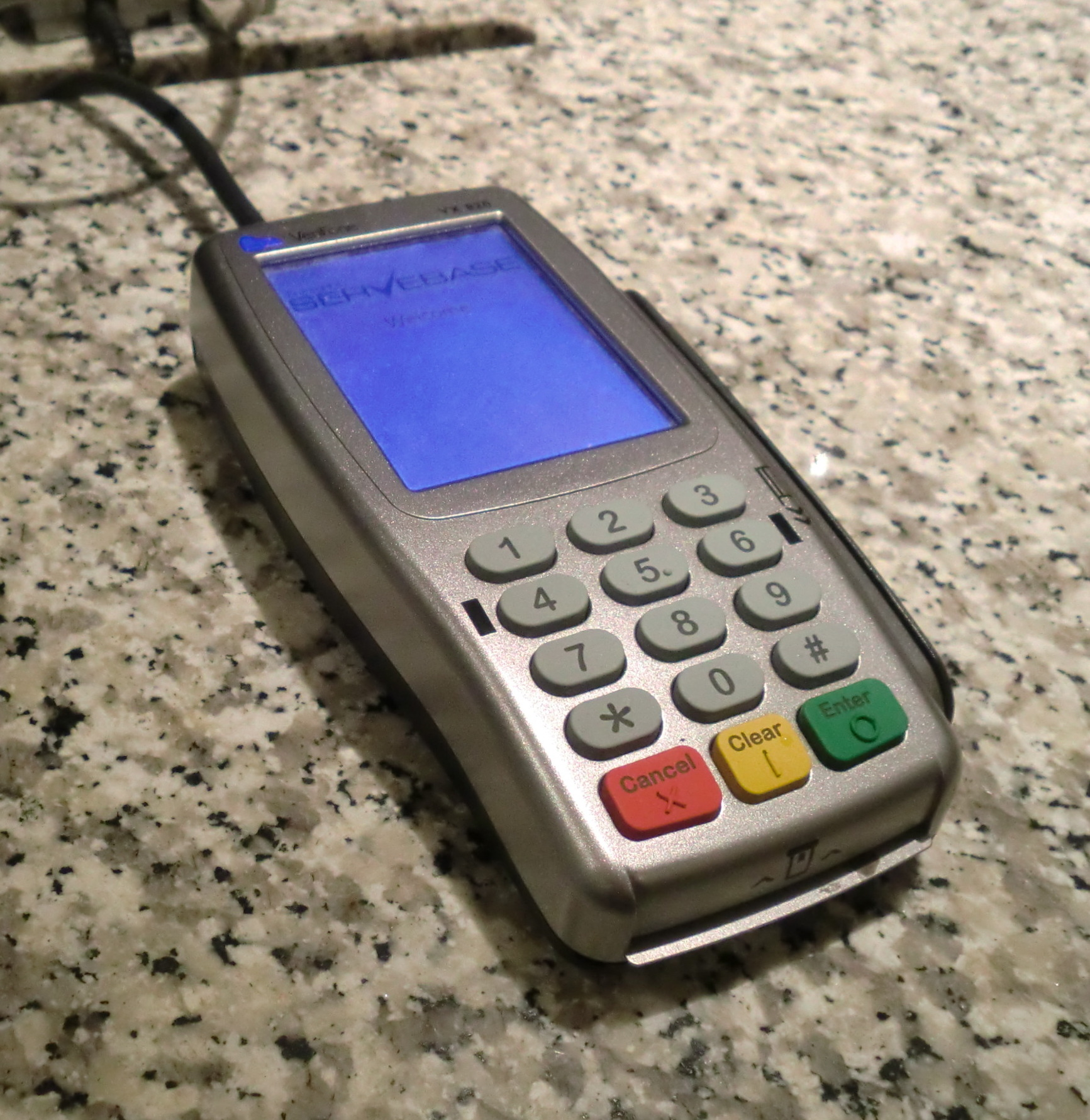
Платіжний термінал VeriFone VX820

Рішення стільниці компанії  приймає різні варіанти оплати карткою, включаючи варіанти оплати за допомогою технології NFC, мобільні гаманці, чіп та PIN-код, QR-код та безконтактні платежі. Його покоління стільникових пристроїв VX Evolution підтримує цілий ряд додатків, таких як продукти з передплатою, включаючи подарункові картки та програми лояльності. Пристрої VX Evolution також інтегрують програмну технологію компанії  для управління декількома мобільними гаманцями, програмами та програмами на основі NFC. Він також пропонує різні інші стільничні пристрої моделі VX, включаючи гібридний пристрій, який зчитує як транзакції з магнітною стрічкою, так і мікросхеми, використовуючи єдиний зчитувач карток, пропонуючи варіанти різноманітних варіантів підключення, а також батарейні та кольорові дисплеї. Компанія також постачає колодки з PIN-кодом, які підтримують кредитні та дебетові картки, EBT, EMV та інші транзакції на основі PIN-коду, а також включають безліч варіантів підключення, включаючи опцію 3G та можливості NFC. Його рішення для стільниці  також підтримує цілий ряд додатків, які або вбудовані в електронні платіжні системи, або підключаються до електронних касових апаратів (ECR) та POS-систем. Крім того, він пропонує цілий ряд сертифікованих програмних додатків та бібліотек програм, які дозволяють його робочим системам та PIN-кодам взаємодіяти з основними системами ECR та POS.
Компанія Verifone продала численні продукти для зчитування кредитних карток, зокрема ZON Jr (1984), Tranz 330 і ZON Jr XL (1987), Omni 460 (1991) та Omni 3200 (1999), які були найбільш успішними транзакційними терміналами своїх часів.  Найпопулярніші поточні продукти компанії включають сімейство Omni 3700, що містить Omni 3750 та Omni 3740. У 2004 році Verifone представив свою новітню лінійку продуктів, Vx Solutions (також звану VerixV). Сюди входять Vx510, Vx520  та Vx570, які є стільниковими терміналами, що пропонують комутований або Ethernet-доступ, і Vx610 та Vx670, які є портативними, включають акумулятори та вбудований модуль бездротового зв'язку. Vx610 пропонується у бездротових конфігураціях GPRS, CDMA та WiFi і вважається продуктом для мобільних пристроїв. Vx670 - справжня портативна версія або версія для передачі, доступна з GPRS, WiFi та станом на листопад 2007 року, інтегрованими Bluetooth- модулями зв'язку.  Vx670, зокрема, є стримуючим фактором проти крадіжки кредитної інформації, оскільки клієнт не зобов'язаний відмовлятися від володіння своєю кредитною карткою; натомість здійснювати транзакції безпосередньо з Vx670 у сенсі „плати за столом“. Vx510 перепаковується під Omni 3730, що приносить величезні продажі серії Omni 3700. Похідним Omni3730 є Omni 3750LE, який має зменшені характеристики, але нижчу ціну. Пристрої VX Evolution інтегрують програмну технологію компанії NFC для управління кількома мобільними гаманцями, програмами та програмами на основі NFC.

### Мультимедійна зустріч із клієнтами

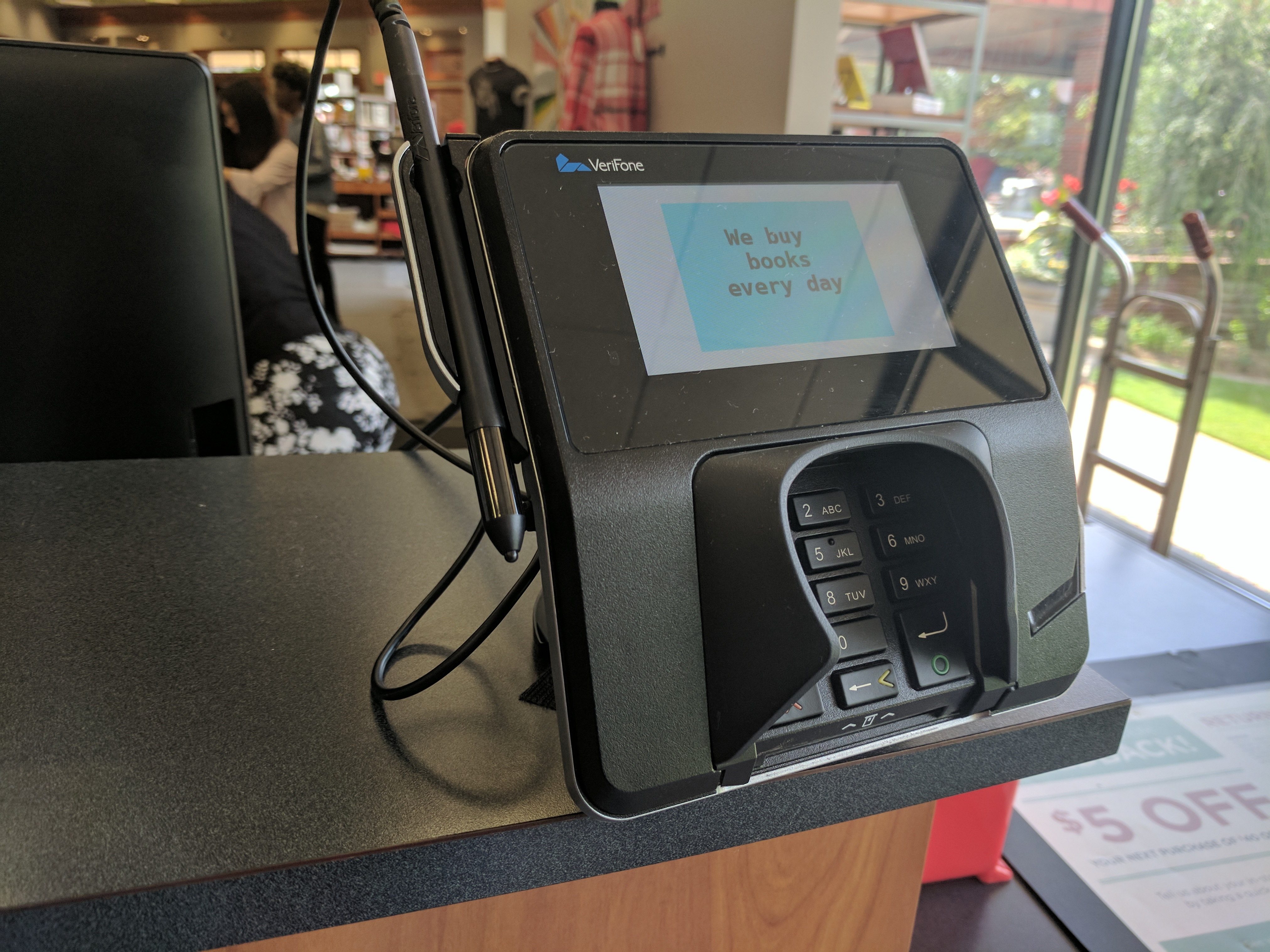
Сенсорний екран на основі платіжного терміналу VeriFone MX 915

Спектр мультимедійних POS-пристроїв, розроблений компанією, розроблений, щоб дозволити торговцям, в першу чергу в роздрібному торговому середовищі, залучати безпосередню взаємодію з клієнтами за допомогою індивідуального мультимедійного вмісту, рекламних акцій у магазинах, цифрових пропозицій та інших послуг із доданою вартістю з використанням POS-пристрій. Його мультимедійні рішення для споживачів пропонуються під його рішеннями MX  бренд. Ці продукти включають кольорові графічні дисплеї, інтерфейси, сумісність із системою ECR, накладки клавіш, функцію збору підписів та інші функції, які обслуговують клієнтів у багатосмуговому торговому середовищі. Рішення компанії MX  також мають модульну апаратну архітектуру, яка дозволяє продавцям вводити такі можливості, як безконтактна або NFC. Його рішення MX  включає цілий ряд продуктів, що підтримують ці самі функції в сегментах ринку самообслуговування, наприклад, таксі, автостоянки / гаражі, квиткові автомати, торгові автомати, бензонасоси, самокаси та ресторани швидкого обслуговування.
У 2005 році Verifone випустив свій перший повнокольоровий термінал EFT-POS, MX 870. MX 870 підтримує повноекранне відео та використовується для створення додатків клієнтами Verifone. MX 870 є першим із серії візуальних платіжних терміналів MX 800, який конкурує з MX 850, MX 860 та MX 880. Всі ці термінали працюють на вбудованій Linux і використовують FST FancyPants та Opera (браузер) для своєї графічної графічної платформи.

### Портативний
Портативні платіжні пристрої компанії складаються з невеликих портативних портативних пристроїв, які дозволяють продавцям приймати електронні платежі в місцях споживачів, де б не було можливостей зв’язку. Його портативні пристрої призначені для ресторанів, гостинності, доставки, транспортування та інших підприємств, які користуються зручністю оплати в будь-якому місці та оплатою в будь-який час, яку пропонує портативне платіжне рішення  яке також має можливості дозволити продавцям пропонувати купони, програми лояльності та інші програми для збагачення споживчого досвіду. Портативні рішення компанії підтримують технології 3G, GPRS, Bluetooth та Wi-Fi, засновані на її VX Evolution  та оптимальних платформах для постійного зв’язку. Його портативні пристрої VX Evolution пропонують кольоровий дисплей, а також сенсорний екран. Він використав досвід своєї бездротової системи для виходу на нові ринки рішень для електронних платежів,  наприклад, ринкові рішення, що платять за столом  для ресторанів із повним  послуг та систем транспортування та доставки сегментів, де продавці та споживачі вимагають безпечних платіжних систем для зменшення шахрайства та крадіжки особистих даних .

### Мобільний
PAYware компанії Мобільні рішення пропонують можливості мобільних платежів для всіх сегментів мобільного POS-середовища, від великих роздрібних торговців до дрібних торговців. Його портфоліо рішень PAYware Mobile  включає пристрої, які приєднуються до смартфонів та планшетів на базі iOS, Android або Windows, а також взаємодіють із ними, дозволяючи продавцям використовувати ці пристрої як надійний платіжний пристрій для прийому платежів, де б і коли вони не працювали мобільний зв’язок. Асортимент компанії PAYware Mobile Solutions  призначений для задоволення потреб купців у різних типах роздрібного середовища. Його портфоліо включає пристрої, які приймають різні типи оплати, включаючи EMV-чіп та PIN-код, NFC / безконтактні типи оплати. Пристрої компанії сумісні з Pci і використовують повністю зашифровані пристрої для зчитування карток, щоб конфіденційні дані власників карток не потрапляли на пристрій. Компанія пропонує варіанти, призначені для збагачення загального споживчого досвіду, включаючи інтегрований PIN-код для швидшої обробки транзакцій, вбудований лазерний пристрій для зчитування штрих-коду та функціональність, що полегшує послуги з продажу, наприклад, перевірку наявності товару чи ціни на місці.

### Нафта
Сімейство продуктів компанії для нафтових компаній складається з інтегрованих електронних платіжних систем, які поєднують в собі обробку електронних платежів, видачу палива та функції ECR, а також захищених платіжних систем, які інтегруються з основними контролерами нафтових насосів. Ці продукти призначені для задоволення потреб діяльності нафтових компаній. Ці продукти дозволяють споживачам нафти компанії керувати видачею палива та контролем, а також дозволяють функціонувати "оплата на насосі", касирство, управління магазинами, управління запасами та облік товарів та послуг на торгових точках. Компанія розширила цей набір продуктів своїм асортиментом платіжних пристроїв Secure PumpPAY та відповідним програмним забезпеченням, яке інтегрується в нафтові дозатори та забезпечує безпечні можливості оплати. Він також представив свою послугу PAYmedia, яка використовує великий кольоровий екран блоків Secure PumpPAY та медіа-платформу VNET  щоб забезпечити цифровий вміст, включаючи платну рекламу та купонування на нафтовій ділянці. Медіа-платформа забезпечує короткоформатні відео та цифрові купони на дисплеях на рівні очей,  тим самим залучаючи споживачів та впливаючи на їхні рішення щодо придбання. 

### Без нагляду та самообслуговування
Безконтрольні рішення компанії та способи самообслуговування  призначений для здійснення платіжних операцій в середовищі самообслуговування та включає в себе рішення UX, TransitPAY та MX. Його рішення UX включають низку захищених платіжних модулів для торгових автоматів та інших середовищ самообслуговування, що мають великі обсяги транзакцій, таких як вуличні автостоянки, нафтові насоси та автомати для продажу квитків. Модулі UX пропонуються як рішення OEM, які можна налаштувати та інтегрувати в існуючі середовища самообслуговування, і призначені як для внутрішнього, так і для зовнішнього використання в суворих умовах. Ці рішення  включає версії для прийняття цілого ряду способів оплати, включаючи мобільні гаманці, магнітну смужку, чіп-карту EMV або NFC або інші безконтактні схеми оплати. TransitPAY — це платіжне рішення компанії без нагляду  що дозволяє впровадити відкриту систему збору тарифів, щоб гонщики могли платити хвилею чи натисканням майже будь-якої безконтактної картки або телефону з підтримкою NFC, з можливістю підключення для управління воротами турнікета, де це можливо. TransitPAY призначений для громадського транспорту  включаючи автобуси, поїзди та метро. Компанія MX 760 — це все-в-одному OEM-модуль з графічним дисплеєм та аудіо-функціями, який інтегрується в цілий ряд без нагляду середовищ. MX 760 приймає як магнітну доріжку, так і мікросхеми EMV, використовуючи гібридний зчитувач карток та зашифрований контактний майданчик і підтримує різні послуги з доданою вартістю.

### Безконтактна периферія
Безконтактна периферія компанії дозволяє модернізувати існуючі платіжні системи для прийому безконтактних платежів. Ці безконтактні модулі включаючи QX 1000 та QX 700, підтримують різні схеми безконтактних платежів. QX 1000 — це безконтактний модуль стільниці, який дозволяє продавцям модернізувати існуючі платіжні системи, щоб дозволити приймати безконтактні платежі без необхідності заміни існуючих станцій POS-терміналів. Компанія QX 1000 розроблена для забезпечення інтеграції «Plug and Play» з іншими електронними платіжними пристроями і призначена для впровадження в місцях роздрібної торгівлі, включаючи ресторани швидкого обслуговування, роздрібні магазини, гаражі, кінотеатри та спортивні арени. До програм, що підтримуються на QX 1000, належать EMV та Visa payWave MSD та MasterCard PayPass, American Express ExpressPay, Discover Network Zip та MIFARE. QX 700 — це безконтактний модуль, призначений для безконтактних платежів за торговими автоматами та іншими середовищами самообслуговування, що мають великі обсяги транзакцій, такими як вуличні автостоянки, нафтові насоси та автомати для продажу квитків. QX 700 може бути інтегрований в існуючі внутрішні та зовнішні системи без нагляду за допомогою польового оновлення і здатний підтримувати різні типи карток, включаючи громадський транспорт, зберігається вартість та інші додаткові додаткові програми. 

### Рішення для мережевого доступу
Доступу до мережі компанії рішення розроблено і налагоджено для підтримки вимог індустрії електронних платежів, надаючи мережеве обладнання технології та комунікаційну інфраструктуру, необхідну для забезпечення зв'язку в межах середовища POS. Його інтегровані корпоративні мережі розроблені для захисту інвестицій у поточні застарілі мережі та працюють за цілим рядом стандартних мережевих технологій та протоколів. Інтелектуальний контролер мережевого доступу компанії (IntelliNAC) — це інтелектуальний мережевий пристрій, що забезпечує діапазон цифрових та аналогових інтерфейсів, концентрацію ліній та даних, перетворення протоколів та маршрутизацію транзакцій.  IntelliNAC пропонується з IntelliView, рішенням на рівні підприємства  що надає мережеві інструменти, необхідні для управління POS-рішеннями,  наприклад, віддалене завантаження, та централізує управління мережею для звітування та моніторингу.

### Послуги
Сервісні пропозиції компанії включають її платіжно-як-послуга рішення  та інші рішення керованих служб,  рішення для управління терміналами,  засоби масової інформації, що підтримують оплату, та рішення щодо безпеки платіжної системи.  Він також пропонує безліч служб підтримки, включаючи розробку програмного забезпечення, встановлення та розгортання, гарантію, підтримку після продажу, ремонт та навчання.
Оплата як послуга - Рішення про управління платіжною системою платежу як послуга компанії Point розміщується та управляється компанією та пропонується як модель на основі підписки, що включає апаратне та програмне забезпечення, а також безпеку, оплату та послуги з доданою вартістю за фіксованою ставкою за пристрій. Рішення підтримує обробку типів платежів за всіма каналами бізнесу продавця, включаючи оплату кредитними та дебетовими картками, онлайн-платежі, мобільні платформи, картки постійного покупця, подарункові картки та членські картки з інтегрованим управлінням платежами та звітуванням. Розміщена послуга включає підтримку цілодобово та без вихідних, зашифровані транзакції, інтеграцію для нових способів оплати, постійне обслуговування EMV, підтримку продавців та відповідність PCI. Вебпортал "Оплата як послуга" служить єдиною точкою входу для продавців та партнерів для доступу, налаштування та управління своїми платіжними послугами, а також для розгортання програм лояльності та включення нових видів платежів. Рішення компанії "Оплата як послуга" розроблене для спрощення прийняття EMV та забезпечення швидкої інтеграції мобільних гаманців та нових платіжних технологій. Модель оплати як послуга впроваджена переважно в Європі, на Близькому Сході та в Африці (EMEA), а також в Азії, Австралії, Новій Зеландії та інших країнах Азіатсько-Тихоокеанського регіону.
Керовані послуги - на додаток до рішення компанії «Оплата як послуга», компанія пропонує цілий ряд інших керованих послуг, щоб надати своїм клієнтам кероване рішення, яке відповідає їхнім бізнес-потребам і планам. Керовані послуги компанії включають обробку транзакцій на основі Інтернету, яка консолідована за різними видами платежів, від традиційної роздрібної торгівлі до електронної комерції,  дистанційне завантаження підтримуваних пристроїв на основі хмари за допомогою сучасних базових файлів та програмного забезпечення, програмного забезпечення та додатків та управління нерухомістю, включаючи дистанційне завантаження ключів, можливості віддаленої активації NFC / безконтактних та EMV, а також консолідовану звітність та аналітику. PAYware Connect,  в компанії хмарне платіжне рішення, консолідує всі платіжні операції через платіжний шлюз і дозволяє продавцям обробляти з будь-якого підключеного до Інтернету ПК через єдиний портал. PAYware Connect використовує власну фірму VeriShield Total Protect для шифрування транзакцій та токенізації та сертифікована усіма основними мережами обробки платежів. Його кероване рішення VX Direct поєднує в собі пристрій VX з найновішими платіжними програмами, автоматичними оновленнями, захистом безпеки за допомогою VeriShield Total Protect та можливостями управління нерухомістю через VeriFone HQ або VeriCentre. Ці керовані рішення пропонуються у всьому світі роздрібним торговцям, еквайєрам та торговцям на ринках ресторанів та гостинності. Рішення компанії щодо управління парками лімузинів, ліврей та таксі  надає інструменти для автопарків, встановлених з її POS-пристроями, включаючи моніторинг активності автомобілів та поїздок / тарифів у реальному часі, комп’ютерну відправку, відстеження автомобілів та швидшу обробку карток.
У 2009 році Verifone співпрацює з Hypercom та Ingenico, щоб заснувати Secure POS Vendor Alliance, некомерційну організацію, метою якої є підвищення обізнаності та покращення безпеки платіжної галузі. 
У 2010 році Verifone анонсував лінійку продуктів VX Evolution, розроблену для специфікацій PCI PED 2.0 та забезпечує вбудовану підтримку VeriShield Total Protect, рішення для шифрування та токенізації Verifone.  Лінійка VX Evolution є продовженням стільниці та PIN-панелей Verifone і включає ряд модернізацій попередніх моделей, таких як повнокольоровий дисплей, процесори ARM 11 та повністю програмований PIN-код.

## Ключові тенденції та сили

### Короткий зміст тенденцій
Зростання галузі продовжує зумовлюватися довгостроковим переходом у бік електронних платіжних операцій та віддаленням від готівки та чеків, на додаток до вдосконалення стандартів безпеки, що вимагає вдосконалення систем електронних платежів. Проблеми міжнародної та національної безпеки стали головними рушіями бізнес-моделі Verifone, оскільки клієнти шукають засобів для задоволення постійно зростаючих державних вимог, що стосуються запобігання крадіжці особистих даних, а також гарантій діючого регулювання, виданих асоціаціями кредитних та дебетових карток. Ці тенденції пришвидшились завдяки використанню платежів на основі кредитних та дебетових карток, особливо дебетових на основі PIN-коду. Іншим ключовим фактором є зростання кількості кредитних карток, що дозволяють продавцям надавати платіжні рішення в нетрадиційних умовах, таких як оплата за столом  у ресторанах.

### Вплив та швидке проникнення електронних платежів на ринки, що розвиваються
Швидке економічне зростання та подальший розвиток інфраструктури - розширення присутності мереж IP та бездротового зв'язку у Східній Європі, Латинській Америці та Східній Азії призвело до значного збільшення попиту на електронні платіжні продукти Verifone. Verifone стратегічно отримав вплив на ці зростаючі ринки, і його розподіл доходів у 2008 році є хорошим свідченням цього. Зокрема, протягом фінансового року, що закінчився 31 жовтня 2008 р., 65,2% чистого доходу Verifone було сформовано за межами США. Verifone очікує, що відсоток чистого доходу, що генерується за межами Сполучених Штатів, буде продовжувати зростати в найближчі роки.
Чистий дохід фірми System Solutions збільшився на 15,2 млн. Дол. США, або на 1,9% за фінансовий рік, що закінчився 31 жовтня 2008 р., Порівняно з фінансовим роком, що закінчився 31 жовтня 2007 р., Головним чином завдяки збільшенню чистих доходів International System Solutions на 56,3 млн. Дол. США. Це збільшення було компенсовано зниженням доходу від системних рішень у Північній Америці на 41,2 млн. Доларів. Зростання чистих доходів International System Solutions в основному пояснювалося зростанням на ринку Латинської Америки, в першу чергу Бразилії, оскільки декілька найбільших бразильських клієнтів Verifone публічно пропонували гроші на придбання електронних платіжних продуктів, а також більший попит на попередньо поповнені поповнення., медичні та медичні послуги. Крім того, європейський чистий дохід від System Solutions збільшився на 19,4 млн. Доларів США завдяки вдосконаленому ланцюжку поставок та реалізації продажів у Росії та Україні. Зменшення чистого доходу в Північній Америці System Solutions було зумовлене насамперед послабленням попиту на фірму "Нафтові рішення" та зменшенням попиту з боку фінансового бізнесу США.
Збільшення доходів Verifone з-за кордону не збільшило норму прибутку. Навпаки, відсоток валового міжнародного прибутку знизився через поєднання посиленої цінової конкуренції в країнах, що розвиваються, включаючи Росію, Китай, Туреччину та Бразилію. Крім того, певні клієнти придбали інвентар, що не відповідає PCI, зі значними знижками. Крім того, доходи в Латинській Америці, в яких історично валовий прибуток нижчий за середні міжнародні, зросли пропорційно у фінансовому році, що закінчився 31 жовтня 2008 року, оскільки міжнародні продажі продуктів Verifone's System Solutions мали тенденцію до нижчих середніх продажних цін і, отже, нижчих валових витрат рентабельність, ніж продажі в Північній Америці.

### Збільшення IP-зв’язку
Великі оператори зв'язку розширили свої комунікаційні мережі та знизили плату, що дозволяє торговцям більш ефективно використовувати мережі на основі IP. Це збільшення підключення до ІР призвело до швидшої швидкості обробки та зниження витрат, що, у свою чергу, відкрило нові ринки для електронних платіжних систем, включаючи багато хто, що в основному працював лише з готівкою, наприклад, ресторани швидкого обслуговування (QSR). Додаткові рішення для бездротових електронних платежів розробляються для збільшення швидкості обробки транзакцій та мобільності у місці продажу, а також пропонують значні переваги безпеки, що дозволяють споживачам уникати відмови від своїх платіжних карток. Наприклад, портативний пристрій можна подарувати споживачам для оплати за столом у ресторанах із повним набором послуг або для оплати в інших середовищах, таких як відкриті арени, доставка піци, фермерські ринки та кабіни таксі. Збільшення підключення до ІР у декількох швидкозростаючих економіках, що розвиваються, зокрема в Бразилії, Туреччині, Китаї, Бразилії та Ізраїлі, спричинило значну частину приросту чистого доходу Verifone International System Solutions за 2008 рік на 56,3 млн. Доларів. Однак поширений глобальний ведмежий ринок у 2009 році скасував будь-який позитивний вплив на доходи Verifone від збільшення IP-зв’язку у всіх секторах ринку, а також на внутрішньому та міжнародному ринках.

### Зростання бездротового зв'язку
Розвиток та використання інфраструктур бездротового зв'язку збільшують попит на компактні, прості у використанні та надійні рішення для бездротових платежів.  Протягом останніх двадцяти років індустрія бездротового зв'язку суттєво зросла в США та в усьому світі. Збільшена швидкість бездротового зв'язку та постійно розширювані карти покриття стандартизованих технологій бездротового передавання даних, таких як General Packet Radio Service (GPRS) та множинний доступ з кодовим поділом (CDMA), роблять бездротові телекомунікації привабливою альтернативою традиційним телекомунікаціям. Зростання доходу від продуктів Північноамериканських системних рішень на 61,5 млн. Дол. В основному пов’язано зі збільшенням попиту на бездротові продукти через зацікавленість споживачів у диференціації послуг, які вони надають торговцям, та збільшення продажів у Канаді, де продавці готуються до переходу до нової технології платіжних карток, запропонованої Interac .
Стандарти галузевої безпеки постійно розвиваються,  стимулюючи переатестацію та заміну електронних платіжних систем  особливо в Європі та США.  Для того, щоб запропонувати електронні платіжні системи, що підключаються до платіжних мереж, провайдери електронних платіжних систем сертифікують свої продукти та послуги у карткових асоціаціях, фінансових установах та платіжних процесорах   та відповідають правилам уряду та телекомунікаційних компаній. Не дивно, що безпека стала рушійним фактором у її бізнесі, оскільки клієнти намагаються відповідати постійно зростаючим державним вимогам щодо запобігання крадіжці особистих даних, а також гарантіям діючого регулювання, виданим асоціаціями кредитних та дебетових карток  членами яких є Visa, MasterCard, American Express, Discover Financial Services та JCB. У відповідь на зростаючі вимоги промисловості до продуктів підвищеної безпеки у фінансовому році, що закінчився 31 жовтня 2007 року, Verifone стягнув плату за застарілість у розмірі 16,6 мільйона доларів, головним чином завдяки впровадженню нових стандартів безпеки PCI.

## Конкуренція
Ринки товарів цієї компанії є надзвичайно конкурентоспроможними і зазнали цінового тиску. Конкуренція з боку виробників, дистриб'юторів та постачальників подібних продуктів спричинила зниження цін, зменшення націнки та втрату частки ринку (дата початку цього необхідна). Наприклад, один із колишніх клієнтів Verifone - First Data Corporation   розробив власну серію власних електронних платіжних систем для ринку США. Більше того, Verifone конкурує з постачальниками касових апаратів, що забезпечують вбудовані можливості електронних платежів, та виробниками програмного забезпечення, що підтримує електронні платежі через Інтернет, а також з іншими виробниками або дистриб'юторами електронних платіжних систем.   Нарешті, Verifone конкурує з меншими компаніями, які змогли створити сильну місцеву або регіональну базу споживачів. Основними конкурентами фірми є:
- PAX
- Ingenico
- NCR

Verifone придбав меншого конкурента Hypercom за угодою про здійснення акцій у 2011 році.

## Придбання
| Дата               | Придбана компанія                        | HQ                         | Сума                  | Експертиза                                                                                              |
| ------------------ | ---------------------------------------- | -------------------------- | --------------------- | --- |
| Вересень 2020 р    | 2каса                                    | США                        |                       | |
| Лютий 2016 р       | Дизайн програмного забезпечення AJB      | Канада                     | $ 75 млн              | Надає рішення для електронних платежів                                                                  |
| Грудень 2012 р     | EFTPOS New Zealand Limited               | Нова Зеландія              | 70 млн. Дол           | Надає комп’ютерні термінали та платіжний шлюз через Інтернет                                            |
| Грудень 2012 р     | Група "Сектор"                           | Об'єднані Арабські Емірати | 8,2 млн. Дол          | Надає системи EFT-POS                                                                                   |
| Березень 2012 р    | Підйом роздрібного маркетингу            | США                        | н.а.                  | Надає системи цифрового маркетингу                                                                      |
| Листопад 2011 р    | Point International AB                   | Швеція                     | $ 818 млн             | Надає рішення для електронних платежів                                                                  |
| Листопад 2011 р    | Global Bay Inc.                          | США                        | $ 28 млн. В наявності | Розробляє програмне забезпечення для роздрібної торгівлі для покращення взаємодії продавця та споживача |
| Травень 2011 р     | Destiny Electronic Commerce Pvt. ТОВ     | Південна Африка            | $ 37 млн              | Надає рішення для електронних платежів                                                                  |
| Січень 2011 р      | Джемалто Н.В.                            | Франція                    | $ 14 млн              | Рішення щодо точки продажу                                                                              |
| Листопад 2010 р    | Корпорація Гіперком                      | США                        | $ 485 млн             | Надає послуги з обробки транзакцій, особливо пов’язаних із мережевими платіжними системами              |
| Вересень 2010 р    | Semtek Corporation Solutions Corporation | США                        | $ 18 млн              | Надає рішення для шифрування кінцевих точок                                                             |
| Вересень 2010 р    | WAY Systems, Inc.                        | США                        | $ 9 млн               | Надає мобільні POS-рішення та послуги шлюзу для мобільних продавців                                     |
| Травень 2010 р     | ТОВ «Оранжева логіка»                    | Південна Корея             | н                     | Надає платіжні системи                                                                                  |
| Квітень 2010 року  | Транспортні системи VeriFone             | США                        | н                     | Забезпечує платіжні термінали при перевезенні                                                           |
| Листопад 2006 р    | Lipman Electronics                       | Ізраїль                    | $ 793 млн             | Надає платіжні термінали (бренд NURIT)                                                                  |
| Вересень 2006 р    | Трінтех                                  | Ірландія                   | $ 12,1 млн            | Термінали торгових точок на базі Linux та без нагляду                                                   |
| Жовтень 2004 р     | Dione plc.                               | Об'єднане Королівство      | н                     | Надає платіжні термінали                                                                                |
| Листопад 1995 року | Підприємницькі технології інтеграції     | США                        | $ 28 млн              | Надає програмне забезпечення та консультаційні послуги для Інтернет-торгівлі                            |
| Серпень 1995 року  | CyberCash Inc.                           | США                        | $ 4 млн в наявності   | Надає послуги з оплати через Інтернет                                                                   |
| Січень 1989 р      | LCOT Corp.                               | США                        | н                     | Забезпечує технологію автоматизації транзакцій                                                          |

## Корпоративні справи
Компанією керує рада директорів, до складу якої входять здебільшого аутсайдери компаній, як це прийнято для публічних компаній. Членами ради директорів станом на червень 2014 року є: Роберт В. Алспо ( директор ), Карен Остін ( директор ),  Пол Галант ( директор; головний виконавчий директор ),  Алекс В. (Піт) Харт ( Голова Ради директорів ), Роберт Б. Хенске ( директор ), Венда Гарріс Міллард ( директор ), Ейтан Рафф ( директор ), Джонатан І. Шварт ( директор ), Джейн Дж. Томпсон ( директор ).
Відповідно до Керівних принципів корпоративного управління компанії, Правління може вільно обирати голову та генерального директора компанії так, як вона вважає, що це відповідає її найкращим інтересам у будь-який момент часу. З 2008 року посади голови правління та генерального директора займають окремі особи. Правління вважає, що така структура є для них доцільною, оскільки вона дозволяє генеральному директору зосередити свій час та енергію на керівництві своїми ключовими діловими та стратегічними ініціативами, тоді як Рада зосереджується на нагляді управління, загальному управлінні ризиками підприємств та корпоративному управлінні. Правління та його комітети збираються протягом року за встановленим графіком, зазвичай не рідше одного разу на квартал, а також проводять спеціальні засідання час від часу. Порядок денний та теми засідань Ради та комітетів розробляються шляхом обговорення між керівництвом та членами Ради та її комітетів. Інформація та дані, що є важливими для питань, що розглядаються, розподіляються заздалегідь перед кожним засіданням. Засідання ради та довідкові матеріали зосереджені на ключових стратегічних, операційних, фінансових, корпоративних ризиках, управлінні та відповідності .

### Роль Ради у нагляді за ризиками
Рада виконує свою відповідальність за управління ризиками безпосередньо та через свої комітети. Як зазначено в його статуті та річному плані роботи, Ревізійний комітет несе головну відповідальність за нагляд за процесом управління ризиками на підприємстві. Ревізійний комітет отримує оновлення та обговорює окремі та загальні сфери ризику під час своїх засідань, включаючи оцінку фінансового ризику, політику управління операційним ризиком, основні ризики фінансового ризику, ризики, пов'язані з дотриманням законодавчих та нормативних вимог, та дії керівництва з моніторингу та контролю таких ризиків . Віце-президент з питань внутрішнього аудиту перевіряє з аудиторською комісією щорічні результати оцінки операційного ризику та принаймні раз на квартал результати внутрішніх аудитів, включаючи адекватність внутрішнього контролю за фінансовою звітністю. Віце-президент з питань внутрішнього аудиту та головний директор з питань інформації звітує перед Ревізійною комісією про контроль та безпеку інформаційних систем.
Протягом кожного фінансового року Ревізійний комітет запрошує відповідних членів керівництва на свої засідання для надання звітів на рівні підприємств, що мають відношення до наглядової ролі Комітету з аудиту, включаючи адекватність та ефективність систем звітності та контролю, що використовуються для контролю за дотриманням політики та затверджених керівних принципів, інформаційні системи та безпека систем та даних, казначейство, структура страхування та покриття, структура та планування податків, всесвітнє планування ліквідації наслідків катастроф та загальна ефективність політики управління діяльністю компанії. Як правило, Ревізійний комітет планує проводити засідання щонайменше два рази на квартал і, як правило, охоплює одну або декілька сфер, що мають відношення до його функції контролю за ризиками, принаймні на одній із цих зустрічей.
Комісійний комітет здійснює нагляд за ризиками, пов'язаними з політикою та практикою компенсації компанії щодо виплат компенсацій виконавчому персоналу та найму та утримання виконавчих органів, а також компенсацій загалом. При створенні та перегляді виконавчої програми компенсацій Комісійний комітет консультується з незалежними експертами з питань компенсації та намагається структурувати програму таким чином, щоб не заохочувати зайвий або надмірний ризик. Програма компенсацій компанії використовує поєднання базової заробітної плати та короткострокових та довгострокових заохочувальних винагород, призначених для узгодження компенсації виконавчої влади з успіхом, особливо щодо фінансових результатів та вартості акціонерів. Комісійний комітет встановлює розмір базової заробітної плати керівників компаній на початку кожного фінансового року. Значна частина бонусних сум пов'язана із загальними показниками діяльності корпорації та вартістю акціонерів. Компенсація, що надається виконавчим керівникам, також включає значну частину у вигляді довгострокових винагород за власним капіталом, які допомагають узгодити інтереси керівників з інтересами його акціонерів протягом більш тривалого періоду.
Комітет з корпоративного управління та номінацій контролює ризики, пов'язані із загальним корпоративним управлінням компанії, включаючи розробку принципів корпоративного управління, що застосовуються до компанії, оцінку федеральних законів та положень щодо цінних паперів з урахуванням її політики щодо інсайдерської торгівлі, розробку стандартів, які застосовуватимуться при визначенні як до відсутності матеріальних відносин між компанією та директором та офіційних періодичних оцінок правління та керівництва.

### Прийняття положення про голосування більшості
Розглядаючи найкращі практики корпоративного управління серед компаній-партнерів та практики управління, рекомендовані дорадчими організаціями для акціонерів та підтримувані акціонерами компанії, компанія змінила свій статут та керівні принципи корпоративного управління в 2013 фінансовому році, щоб прийняти положення про голосування більшістю, яке набуло чинності негайно після закриття з них щорічні збори акціонерів 2013 року. Таке положення передбачає, що на безперечних виборах директорів кожен директор обирається голосом більшості поданих голосів (мається на увазі кількість акцій, проголосованих "за", номінант повинен перевищувати кількість акцій, проголосованих "проти" таких кандидата), а на оскаржуваних виборах кожен директор обирається безліччю поданих голосів.
Оскаржувані вибори визначаються як вибори, на яких Корпоративний секретар компанії визначає, що кількість кандидатів на посаду директора перевищує кількість директорів, які будуть обрані станом на дату, яка перевищує десять днів до дати їх першого поштового повідомлення про збори акціонерам . Згідно зі зміненими Керівними принципами корпоративного управління, будь-який кандидат на позаконкурсних виборах, який отримав більшу кількість голосів "проти", ніж "за", повинен негайно подати заяву про свою відставку після підтвердження голосування. 12 Комітет з корпоративного управління та номінацій розглядає пропозицію про відставку та рекомендує Правлінню заходи, які слід вжити. Вирішуючи, чи рекомендувати приймати чи відхиляти подану заявку на відставку, Комітет з корпоративного управління та номінацій розгляне всі фактори, які він вважає доречними, включаючи, але не обмежуючись, будь-які причини, зазначені акціонерами за їх "утримане" голосування за обрання директора, стаж роботи та кваліфікація директора, їх Керівні принципи корпоративного управління та загальний внесок директора як члена правління. Правління враховуватиме ці та будь-які інші фактори, які вона вважатиме доречними, а також рекомендацію Комітету з питань корпоративного управління та номінацій, приймаючи рішення про прийняття чи відхилення поданої у відставку заяви. Будь-який директор, відставка якого розглядається, не повинен брати участь у обговоренні Комітету з питань корпоративного управління та висунення кандидатур щодо прийняття відставки. Рада повинна вжити заходів протягом 90 днів після підтвердження голосування, за винятком випадків, коли необхідний більш тривалий проміжок часу для того, щоб відповідати будь-яким застосовним правилам або положенням NYSE або SEC, і в цьому випадку Рада повинна вжити заходів настільки швидко, наскільки це можливо, поки задоволення таких вимог.

## Зовнішні посилання
Вікісховище має мультимедійні дані за темою: Verifone
- Офіційний сайт
- Офіційна сторінка LinkedIn [Архівовано 16 листопада 2012 у Wayback Machine.]
- Офіційний профіль Facebook [Архівовано 8 вересня 2020 у Wayback Machine.]
- Офіційний профіль Twitter [Архівовано 8 вересня 2020 у Wayback Machine.]